# Bandera de Tupiza
La bandera de Tupiza fue adoptada en (c.) 1535 durante el dominio español. La bandera tupiceña consta de dos fajas horizontales de igual anchura y dimensiones, colocadas en este orden: una azur en la parte superior, y una carmín en la parte inferior. Las dos franjas representan respectivamente el cielo azul, y las montañas coloradas de Tupiza.
A diferencia de otras, no cuenta con dos versiones, una civil y otra municipal, sino que ambas corresponden a la bandera bicolor sin el escudo.

## Inspiración
El color azur corresponde al cielo azul de Tupiza y el rojo al color de las montañas que rodean la ciudad y al color de los chichas. 
- Datos: Q5718837